# Erich Fliegner
Erich Fliegner (* 22. März 1891 in Freystadt; †  2. April 1971 in Siegen) war ein deutscher Chorleiter und Gesangvereinsfunktionär.

## Leben
Fliegner kam in Freystadt im preußischen Niederschlesien als Sohn des Kapellmeisters Hugo Fliegner (1864–?) und der Emilie Herberg (1860–?) zur Welt. Er besuchte das Progymnasium in Neusalz, das Realgymnasium in Grünberg und das Realreformgymnasium in Görlitz. Anschließend studierte er Philologie an den Universitäten Münster, München und Paris und promovierte 1920 in Münster mit einer Arbeit zur Geschichte des Bifangs.
Nach Kriegsteilnahme war er ab 1919 als Gymnasiallehrer in Siegen tätig. Zugleich studierte er am Städtischen Konservatorium Köln (1919–1921) und bei Friedrich Wilhelm Franke (1921–1924) Musik und Musiktheorie. Seit 1920 war er, hauptsächlich in Siegen, als Sänger, Chor- und Gesangsleiter und als Funktionsträger auch innerhalb des Gesangvereinswesens aktiv. Er war von 1922 bis 1926 Dirigent und Chorleiter des Gesangschors Cäcilia, ab 1923 des Quartiervereins Glückauf, ab 1924 des Männergesangsvereins Mozart und ab 1926 des Männergesangsvereins des Bürgerkreises Siegen. Er leitete von 1928 bis 1954 den als Sängergau Siegerland begründeten Kreisverband Siegerland des Deutschen Sängerbunds. Mit regionalen Chören trat er auf großen Veranstaltungen wie dem Fest des Deutschen Sängerbunds 1937 in Breslau auf. Er war Mitglied des Vereins ehemaliger Jäger und Schützen und dort der zweite Vorsitzende.
Zugleich betätigte er sich in zahlreichen politischen Zusammenschlüssen, vor allem aber seit der Machtübernahme in nationalsozialistischen: In den 1920er Jahren war er Mitglied der DVP und des Stahlhelm. Zum 1. Mai 1933 trat er der NSDAP bei (Mitgliedsnummer 3.284.296) und schloss sich im Jahr darauf der SA an, in der er zum Truppführer ernannt wurde. Er trat der SS, dem Volksbund für das Deutschtum im Ausland und dem Reichskolonialbund bei. Im Siegerländer Nationalsozialistischen Lehrerbund war er im Vorstand vertreten. Er war Mitglied im NS-Reichskriegerbund.
Er war langjähriger Vorsitzender der regionalen Organisation des 1954 gegründeten Kuratoriums Unteilbares Deutschland.

## Ehrungen
Fliegner wurde mit dem Ehrenbrief der Stadt Siegen, dem Wappenteller des Landkreises Siegen und dem Ehrenring des Deutschen Sängerbundes ausgezeichnet, für den er u. a. als Wertungsrichter tätig war. 1968 erhielt er das Verdienstkreuz am Bande der Bundesrepublik Deutschland.
Die Siegener Zeitung nannte ihn 1967 „den getreuen Ekkehard des Siegerländer Kulturlebens überhaupt“. Lothar Irle nahm ihn 1974 in sein  Siegerländer Persönlichkeiten- und Geschlechter-Lexikon auf.

## Schriften
- Beiträge zur Geschichte des Bifangs. Mit besonderer Berücksichtigung Westfalens. Freystadt 1920 (Inaugural-Dissertation zur Erlangung der Doktorwürde – Promotion: 1. Juni 1920).